# Georges Seurat
Georges-Pierre Seurat (2 tháng 12 năm 1859 – 29 tháng 3 năm 1891) là một họa sĩ người Pháp được xếp vào trào lưu Tân ấn tượng. Ông cùng với Paul Signac là người phát triển nghệ thuật chấm màu, sử dụng những chấm màu nguyên chất cạnh nhau, tạo hiệu quả khi nhìn từ xa. Tác phẩm Chiều Chủ nhật trên đảo Grande Jatte (1884-1886), bức tranh nổi tiếng nhất của Georges-Pierre Seurat, đã thay đổi thừ Tân ấn tượng sang Nghệ thuật hiện đại. Nó được coi là một trong những biểu tượng của hội họa thế kỷ 19.

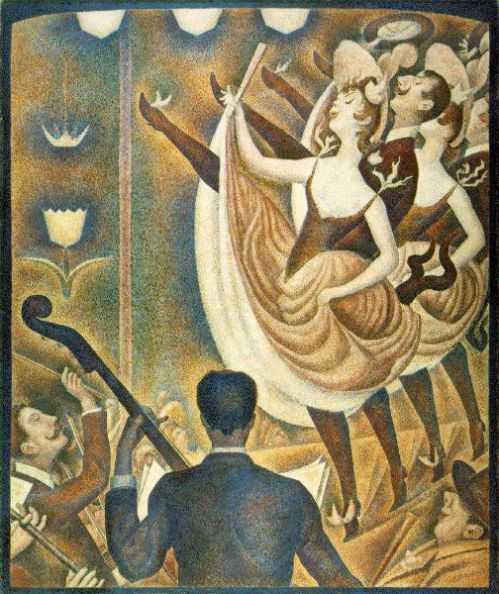
Le Chahut, 1889-1890, Kröller-Müller Museum, Otterlo, The Netherlands